# Macy's Thanksgiving Day Parade
Macy's Thanksgiving Day Parade är en årlig parad som presenteras av amerikanska varuhuskedjan Macy's. Traditionen startade 1924, och är den näst äldsta Thanksgivingparaden i USA tillsammans med America's Thanksgiving Day Parade i Detroit, vilka båda är fyra år yngre än 6abc Dunkin' Donuts Thanksgiving Day Parade i Philadelphia. Den tre timmar långa Macy's-paraden hålls i New York med start klockan 09:00 EST på Thanksgivingdagen.

### Fotnoter
1. ↑  Christopher Klein (26 november 2014). ”The First Macy’s Thanksgiving Day Parade” (på engelska). History in the Headlines. http://www.history.com/news/the-first-macys-thanksgiving-day-parade. Läst 15 juli 2016.